# Полонский, Дмитрий Анатольевич
Дми́трий Анато́льевич Поло́нский (укр. Дмитро Анатолійович Полонський; род. 2 августа 1981, Симферополь) — российский политик.
Заместитель председателя Совета министров Республики Крым с 9 июня 2018 по 6 ноября 2019. Министр внутренней политики, информации и связи Республики Крым (2014—2018).

## Биография
Родился 2 августа 1981 года в городе Симферополе.
В 2003 году с отличием окончил Одесский юридический институт Национального университета внутренних дел и получил высшее образование по специальности «Правоведение».
Являлся членом партии «Батькивщина», являлся председателем Симферопольской организации Блока Юлии Тимошенко. Затем стал членом партии «Русское единство». Являлся депутататом Симферопольского городского совета. В 2010 году баллотировался на должность городского головы Симферополя. 9 мая 2011 года участвовал в беспорядках во Львове.
В 2013 году, пройдя обучение в Национальной академии природоохранного и курортного строительства, получил второе высшее образование по специальности «Промышленное и гражданское строительство».

## Трудовая деятельность
- С 03.2001 по 04.2002 г. — юрист Юридической компании «Правозащита», г. Симферополь;
- С 04.2002 по 05.2005 г. — директор юридической консультации ООО "Компания «Триумф», г. Симферополь;
- С 02.2005 по 06.2006 г. — генеральный директор Крымской архитектурно-строительной компании, г. Симферополь;
- С 06.2006 по 07.2008 г. — директор ОАО «Монтажное управление № 14», г. Симферополь;
- С 08.2008 по 10.2008 г. — руководитель проекта Компания с иностранными инвестициями «Пропети Систем Девелопмент», г. Киев;
- С 10.2008 по 01.2010 г. — генеральный директор Крымской архитектурно-строительной компании, г. Симферополь;
- С 01.2010 по 09.2010 г. — начальник отдела контрольных проверок Центрального района Управления контроля за объектами строительства в Центральном и Восточном регионах АРК, Инспекции государственного архитектурно-строительного контроля в АРК, г. Симферополь;
- С 09.2010 по 12.2012 г. — генеральный директор Крымской архитектурно-строительной компании, г. Симферополь;
- С 12.2012 по 03.2014 г. — заместитель председателя Политической партии «Русское Единство», г. Симферополь;
- С 2010 по 2014 гг. — депутат Симферопольского городского совета, председатель фракции Политической партии «Русское Единство».
- С 2014 по 2018 гг. — министр по информации и массовым коммуникациям Республики Крым.
- С 2018 по 2019 год — заместитель председателя Совета министров Республики Крым.

### Уголовное преследование на Украине
26 ноября 2015 года Служба безопасности Украины объявила в розыск Дмитрия Полонского. Информация о розыске обнародована на сайте Министерства внутренних дел Украины в разделе «лица, которые скрываются от органов прокуратуры». Полонский разыскивается как подозреваемый в совершении преступления, предусмотренного ч. 1 ст. 111 (государственная измена) Уголовного кодекса Украины. Указано, что суд разрешил задержание подозреваемого.

## Награды
- Медаль «За защиту Республики Крым» (13 марта 2015 года, Крым) — за мужество, патриотизм, активную общественно-политическую деятельность, личный вклад в укрепление единства, развитие и процветание Республики Крым и в связи с Днём воссоединения Крыма с Россией[6].
- Заслуженный работник органов государственной власти Республики Крым (27 марта 2019) — за весомый личный вклад в становление и развитие Республики Крым, добросовестный труд и высокий профессионализм[7].

## Личная жизнь
Жена — Ольга Михайловна Виноградова, депутат Государственного Совета Республики Крым.